# シンデレラ (2021年の映画)
『シンデレラ』（原題:Cinderella）は2021年に配信されたアメリカ合衆国のロマンスミュージカルコメディ映画である。原作は、シャルル・ペローの童話『シンデレラ』。監督・脚本は、ケイ・キャノン、主演はカミラ・カベロ、この他にイディナ・メンゼル、ニコラス・ガリツィン、ミニー・ドライバー、ピアース・ブロスナン、ビリー・ポーターが出演している。なお主演のカベロは、本作が映画初出演である。
本作は当初2021年2月5日に公開予定だったが、同年5月、ソニー・ピクチャーズは映画の劇場公開を断念し、映画がアマゾン・スタジオによって購入されたことを発表した。9月3日、Amazon Prime Videoにて配信開始。

## キャスト
※括弧内は日本語吹替。
- シンデレラ - カミラ・カベロ（渡辺明乃）
- ヴィヴィアン - イディナ・メンゼル（塩田朋子）
- ロバート王子 - ニコラス・ガリツィン（高橋広樹）
- ベアトリス女王 - ミニー・ドライバー（島田愛野）
- ローワン王 - ピアース・ブロスナン（中博史）
- ファビュラス・ゴッドマザー（ファブG）- ビリー・ポーター（鈴木達央）
- マルヴォリア - マディ・バイリオ（英語版）（八百屋杏）
- ナリッサ - シャーロット・スペンサー（英語版）（佐倉薫）
- ロメシュ - ロメシュ・ランガナタン（英語版）（森久保祥太郎）
- ジェームズ - ジェームズ・コーデン （八代拓）
- ジョン - ジェームズ・エイキャスター（KENN）
- タウン・クライヤー - ドック・ブラウン（英語版）（木村昴）
- ウィルバー伯爵 - ジェネット・リー・ラーチュアー（森久保祥太郎)
- グウェン王女 - タッラー・グリーヴ（英語版）（城内由茄子）
- グリフ - ルーク・ラッチマン（霧生晃司）
- ヘンチ - フラ・フィー（英語版）
- ビヴァリー・ナイト
- ローラ王女 - メアリー・ヒギンズ （葛原詩織）
- プリンセス - ナカイ・ワリカンドワ